# Janez Andrejašič
Janez Andrejašič, slovenski kanuist na divjih vodah, * 26. marec 1943, Ljubljana.
Adrejašič je za Jugoslavijo nastopil na Poletnih olimpijskih igrah 1972 v Münchnu, kjer je nastopil v dvojcu v slalomu in osvojil 6. mesto. Njegov soveslač takrat je bil Peter Guzelj.